# Serixia sinica
Serixia sinica är en skalbaggsart som beskrevs av J. Linsley Gressitt 1937. Serixia sinica ingår i släktet Serixia och familjen långhorningar. Inga underarter finns listade i Catalogue of Life.